# Джаны-Арык (Нарынская область)
Джаны-Арык (кирг. Жаңы-Арык) — высокогорное село в Жумгальском районе Нарынской области Кыргызстана. Входит в состав Джаны-Арыкского аильного округа.
Расположено на правом берегу реки Базар-Турук на высоте 2150 м над уровнем моря. Районный центр с. Чаек находится восточнее в 45 км, 135 км до железнодорожной станции Балыкчи. Поселение основано в 1928 году.
Население в 2009 году составляло 1239 человека. Жители, в основном, занимаются животноводством.
В селе имеется школа, детсад, детская школа искусств, библиотека и клуб. Есть предприятия бытовых услуг, действует группа семейных врачей.

## Известные уроженцы
- Омуралиев, Бакы (1932—2003) — киргизский и советский актёр, режиссёр, драматург, публицист, заслуженный деятель культуры Киргизской ССР. Член Союза писателей СССР.